# كاغتسراشين (أرارات)
مدينة كاغتسراشين (بالأرمينية:Քաղցրաշեն) (بالإنجليزية: Kaghtsrashen)‏ هي إحدى المدن التابعة لمقاطعة أرارات في أرمينيا. يقدر عدد سكانها بـ 3122 نسمة حسب الإحصاء الذي جرى عام 2011.